# 行政公署
行政公署，全称为“行政督查专员公署”。简称行署，是中华民国大陆时期和中华人民共和国时期，省级政府派出机关的名称。是国民政府设置的行政督察区的行政督察机构，類似清代、北洋政府的道署。在现行中华民国法律和中华人民共和国法律上，皆不定义为一级政府。

## 历史沿革

### 北洋时期
“行署”一词，早在1914年中华民国大总统袁世凯镇压了二次革命后，为了改变都督掌握一省大权的局面，加强中央对地方的控制，于1914年6月30日下令裁撤各省都督而设立“将军”诸名号。1914年7月18日，袁世凯又公布《将军行署编制令》，将军行署为北洋政府设置的省级军事机构，主管一省军政事宜。将军行署长官为将军，由都督改称。其下设参谋长1人，“辅佐长官，赞襄军务”；参谋4—6人，辅助参谋长，分任军事计划；副官长1人，宣达本署事务；副官3—6人、书记官2人，办理文牍事务。行署置军务、军需、军医、军法四课，各设课长1人、课员2-4人，课长受参谋长指导。1916年7月，改将军为督军，其机构则称督军公署。

### 国民政府设立行政督察专员公署
民国十六年（1927年）國民政府北伐期間，國民政府下令廢除原先由北洋政府在全国設立的道，采用省县两级体制。但由于交通不便，一省管辖逾百或者几十个县鞭长莫及，特别是不适应当时剿共军事政治形势需要。1932年，时任鄂豫皖三省剿匪总司令的蒋介石决定在江西、河南、湖北、安徽等省试行行政督察专员制度，“行政督察专员公署”（简称“专署”）为行政督察区的行政管理机构。行政督察专员，代表省政府处理辖区范围内行政，督察专员同时兼任专员公署驻在县的县长。1932年8月6日行政院颁发了《行政督察专员组织暂行条例》。1936年3月25日国民政府公布了修订后的《行政督察专员公署组织暂行条例》。行政督察专员公署的职权是:辖区内各县、市行政计划或中心工作的审核与指导；辖区内各县、市预决算、单行法规的审核；辖区内各县、市地方行政及自治的巡视与指导；辖区内各县、市行政人员的考核及奖惩；召集行政会议和处理辖区内各县、市的争议事项以及省政府交办的事项等。
抗战爆发时，已经在15个省推行该制度。

### 抗战后设立代行省政府职权的行署
抗战开始以后，日军侵入各省，往往大城市、平原地区、主要交通线被日军占据，省域割裂数份，因此战区各省省政府为谋求行政的贯通，于是有行署或办事处的设置。1939年7月18日国民政府行政院以“吕字第八三五九号训令”颁布《战区各省省政府设置行署通则》共六条，规定：战区各省省政府认为必要时，可呈请设立行署；省政府行署的驻在地及所辖区域，由内政部、军政部会同有关机关拟定，呈请行政院核准；省政府行署秉承省政府的命令，在其所辖区域内代行省政府的职权；行署设主任一人，由行政院于省政府委员中选任，综理行署事务，并指挥监督所属职员及机关；行署可根据所辖区域情形，得视事务的繁简，酌设秘书处、政务处、警务处三处，各处处长由行政院提请国民政府简派，秉承行署主任命令掌理各项事务；各处得分科办事，置秘书、科长及其他办事人员，均由省政府调充，必要时得酌设专任人员。行署行文由省政府主席署名，行署主任副署。行署经费由省政府核定，从省库中拨付。
- 江南行署：1937年12月南京沦陷前，国民政府西迁，江苏省政府北迁。苏南成为沦陷区。1938年7月在安徽宁国县梅林镇成立江苏省政府江南办事处，省建设厅长胡嘉诏任主任。1938年12月改为江南行署，冷欣兼任行署主任，1939年1月1日开始办公。1943年10月，国军在苏南控制区彻底丧失，江南行署驻皖南绩溪县。1945年10月行署结束。
- 淮南行署：1945年1月，王懋功在皖北阜阳接替韩德勤任江苏省政府主席。1945年4月4日王懋功主持省务会议讨论决定，江南行署管辖第一、二、三3个行政督察区；成立淮南行署，管辖第四、五、六3个行 政督察区；将第五行政督察区所辖的江浦、六合、仪征划出建立第十行政督察区；第七、八、九、十4个行政督察区由省政府直接管辖；将宿迁县从第七区暂划归第九区。
- 徐海行署（徐州行署）：1939.03.04～1945.09
- 江苏特别行政区行政公署：1943年春夏，江苏省政府主席韩德勤率鲁苏游击战区副总司令部及其第八十九军退出苏北，撤至皖北阜阳。1943年12月，国民政府军事委员会任命仍然坚持苏北敌后的李明扬为鲁苏战区副总司令、长江下游挺进军总司令、江苏省特别行政区行政公署主任（下辖4个专署，辖区为淮河以南、长江以北，不含淮阴）。陈太运为行政公署副主任、长江下游挺进军副总司令。
- 浙西行署：1938年12月24日始称“浙江省政府主席兼国民抗敌自卫总司令行署”在金华成立。1939年1月11日在於潜开始办公，行署主任秘书兼参谋长李楚狂主持工作。1939年10月，根据“国民政府行政院战区各省设置行署通则”，省政府委员会第1096次会议决定，取消参谋长名义，改设主任，行署名称改为“浙江省政府暨浙江省国民抗敌自卫团总司令部行署”。李楚狂辞去主任秘书兼参谋长，由省政府委员贺扬灵担任行署主任。辖杭州市及22县。1940年省政府委员会第1173次会议修正通过，上呈行政院备案，从1940年10月1日起，正式改称“浙江省政府浙西行署”。
- 浙西行署（第二次设立）：1949.04～1950.01.01
- 浙东行署：1943.09.02～1945.09
- 浙东行署（第二次设立）：1949.04.26～1950(?)
- 浙南行署：1949.04～1950
- 浙东行署：1943.09.02～1945.09
- 浙南行署：1949.04～1950.01.01
- 浙北行署：1949.04～1950.01.01
- 皖北行署：主任由第五戰區游10縱隊司令顏仁毅兼任
- 皖南行署：1938年3月，《国民安徽省政府皖南行署组织规程》发布。辖22县，353万人。行署主任戴戟（1938.8-1940.1）、黄绍耿（1940.1-1942.8)、张宗良(1942.8-1945.9)。由于安徽省以长江为界分别属于第五战区（李宗仁）、第三战区（顾祝同），后淮北属于第一战区副司令长官汤恩伯，因而皖南由中央嫡系顾祝同实际掌控行政权力，在皖西大别山的安徽省政府（桂系李品仙）不能染指。
- 皖南行署（第二次设立）：1949.03.02～1949(?)
- 鄂东行署：1939.12.15设立，指挥沦陷区的第一、第二、第三专署。主任程汝怀（1939.12-1942.7）、李石樵（1942.7-1945.10）
- 宜昌行署：1939年12月设立，1940.01.06开始办公。主任林逸圣（1939.12-1940.6）、朱代杰（1940.6-1940.9）。1940年日军攻占宜昌，行署撤退至巴东县万户池。1940年9月结束。
- 鄂北行署：1940年1月8日成立鄂北办事处，与第五战区接洽。1942.11.23在老河口成立，辖第三、第五、第八专署。主任何绍南（1942.10-1943.4）、徐会之（1943.4-1945.10）
- 鄂北行署（第二次设立）：1949年3月14日设立，驻襄阳，辖第五专署与第六专署的兴山、远安两县。主任李朗星
- 鄂西行署：1949年3月14日设立，驻恩施，辖第七专署与第八专署。主任朱怀冰
- 鄂南行署：1949年3月14日设立鄂南办事处，1949年4月改为鄂南行署。辖第一专署、第二专署与第三专署，在武昌暂时接管省政府职权。主任孙定超
- 湘西行署：1943.05.17～1945.09
- 湘南行署：1945.08.08～1945.09
- 洪江行署：1944.10.07～
- 東江行署：1945年1月成立，由香瀚屏將軍兼主任
- 南路行署：1939.10.30～1943(?)
- 桂东行署：1945.01.19～1945.09
- 桂北行署：1945.01.19～1945.09
- 鲁东行署：1939～1944.01.30
- 鲁东行署（第二次设立）：1947.09.02～1948
- 鲁西行署：1939.08.24～1942.02.24
- 鲁南行署：1942～1943.08.06
- 鲁北行署：1941.07.02～1942.03.03
- 鲁西南行署：1947.09.02～1948
- 山西省政府第1游击区行署：第6集團軍副總司令、山西省保安副司令楊澄源兼任行署主任，驻五台县三区檀家沟（今属陈家庄乡），任务是控制晋察冀边区力争收回晋东北各县。[2]，重建保安一区司令部。该行署有晋绥军军官教导团、金宪章新编第2师、保安队（副司令武世权）。不久，阎锡山又派来精建会、公道团、谍报组等。晋西事变发生后，1940年初新二师奉阎锡山之命调往晋西南与第二战区主力会合，行进到晋中榆社地区越过正太路时，被日军击溃。[3]“金看到依靠阎锡山没有前途，即率残部跑到河北省投入国军朱怀冰部，1940年又经垣曲过河到河南，投归卫立煌部。”[4]。1940年初楊澄源带保安队一部通过同蒲铁路，沿汾河右岸，损失全部装备，逃回乡宁的关王庙的二战区工兵司令部。不久阎锡山下令撤销工兵司令部。楊澄源长期闲居关王庙。[5]
- 山西省政府第2游击区行署：第7集團軍總司令赵承绶兼任行署主任，驻兴县。
- 山西省政府第3游击区行署：第8集團軍总司令孫楚兼任行署主任。设在阳城县岩山，负责晋东南。1940年秋孙楚因山西省钞流通与第一战区司令长官卫立煌发生冲突，楚溪春奉派接任第3行署主任一职。
- 山西省政府第4游击区行署：第6集團軍總司令陳長捷兼任行署主任。驻吉县桑城
- 晋南行署：1947.11.27～1949
- 大同行署：1947.04.07～1949
- 新蔡行署：1944.12.07～1945(?)
- 豫东行署：1948.12.28～1949.06.24
- 豫南行署：1948.12.28～1949(?)
- 豫北办事处：1948.12.28～1949(?)
- 汎北行署：朱振榮少將兼主任
- 察北行署：1945.08.24～1949
- 辽西行署：1948.06～1948.11
- 川西行署：1949年12月成立，主任冷寅東投共
- 冀南行署：原為省冀南辦事處。主任邵鴻基。
- 陕北行署，胡宗南部攻占延安后，1947年5月陕西省政府主席祝绍周为“准备恢复省政府被共产党多年分割的建制”，配合胡宗南重点进犯延安，向国民政府呈请恢复陕北行政建制，经内政、财政、国防3部会同审查结果，决定成立陕北行署。1947年8月7日，行政院正式通过了建立陕北行署组织的决议。1947年9月2日，陕西省政府会议通过了陕北行署的行政区划：除辖原第一、第二两行政督察专员公署外，增设第十一行政区，专署设绥德县，辖绥德、清涧、延川、米脂、吴堡、安定等6县。省政府委员顾希平为行署主任。1947年9月17日，陕西省政府委员会议通过《陕西省政府陕北行署组织规程》，明确规定陕北行署隶属于陕西省政府，并受西安绥靖公署主任的指挥监督。行署设在延安，以榆林、延安、绥德3个专署所辖陕北19县为其管辖区。胡宗南部军事失败后，陕北行署于1948年4月20日撤回西安。
- 绥西行署：1949年1月18日，解放军绥蒙军区部队从旗下营对绥远省国统区发起进攻，董其武一面指挥国军抵抗，一面令绥远省党部主任委员兼绥远省建设厅长潘秀仁、财政厅长张遐民率省政府行政人员撤退到陕坝成立绥西行政公署，潘秀仁任主任。存在至1949年9月绥远和平解放。[6]

可见：行署是中华民国战时体制下的省级政权机关，可以下辖若干行政督察专员公署（简称专署）。专署辖若干县。
这一套行政体制也被中国共产党的地方政权建设所沿袭。1949年中华人民共和国成立前，共产党设置的行署可分为以下四类：
1. 省级解放区的最高行政机关的行署，例如：晋绥解放区最高行政机关叫晋绥边区行政公署。行署的主任、副主任和委员由边区参议会选举产生，并对边区参议会负责。其它解放区陕甘宁边区、晋冀鲁豫边区称边区政府；晋察冀边区称边区行政委员会；山东解放区称山东省战时行政委员会(后改称山东省政府)。
2. 省级边区与专署之间的行署
  1. 作为政权机关的行署，有同级参议会，行署的主任、副主任和委员由同级参议会选举产生，并对同级参议会负责。例如1945年前后改设的山东省的一些行署，职责是:“在不抵触省法令范围内，带有地方性的应兴革事宜，得依照本行政区临时参议会之决议发挥其独立自主的精神，但重大行政设施须呈请省行政委员会核示”。
  2. 作为边区政府代表机关的行署。行署代表边区领导所辖区域内的行政工作。行署正副主任由边区政府任命，行署工作部门的设置一般与边区政府相同。一般称为政治主任公署或行政主任公署。
3. 专署级的行署。如：山东省战时行政委员会直属的滨海专署（1943年4月滨海升格为省与专区之间的行政区，但仍沿用滨海专区的名称）下设三个行署，把行署与专署的位置给颠倒了。1945年4月才改正过来，把滨海专署改为滨海行署，下面的行署改为专署。
4. 专署以下的行署。如山东解放区的胶东行政联合办事处（后改为胶东行署）的东海、西海、中海专区下设多个县级行署。1945年8月22日胶东行署发布命令，将县级行署一律改称县政府。

- 冀中政治公署，1938年3月1日成立。是最早的行署。下辖第一至第五行政督察专员公署。
- 冀南行政主任公署：1938年8月14日在南宫县大屯乡孙家李村成立。主任杨秀峰，副主任宋任穷（兼冀南区委书记）。下辖5个专署，计51个县。
- 冀热边区行政公署（简称冀热边行署），1943年7月18日成立。下设5个专署。 1945年1月改称冀热辽行政公署，张明远任行署主任。
- 冀鲁豫边区行政主任公署：1941年1月成立，晁哲甫为主任，崔田民、贾心斋为副主任。1941年7月，冀鲁豫区与鲁西区合并，成立新的冀鲁豫边区行政主任公署，行署主任晁哲甫。
- 鲁西行政主任公署：1940年4月15日在东平县戴庙成立，肖华为主任，段君毅为副主任。下设泰西专署、运东专署、运西专署、鲁西北专署。
- 热河行政公署：1945年9月20日成立。李子光、杨雨民分别担任行政公署正副主任。1945年10月14日，热河省政府在承德宣告成立，李子光为主席，杨雨民为副主席。
- 热辽行政公署：1946年6月13日，冀热辽中央分局将热河省一分为二，在赤峰成立热辽区党委、行署和军区，辖热东、热中、热辽三专署，杨雨民任行署主任。1946年10月17日热辽行署合并于热河省政府，热河省政府自即日起在林西开始办公，领导全热河各级政府工作。
- 冀热察行政公署：由于1946年10月12日傅作义部队闪击夺取了张家口，中共控制的察哈尔省被平绥铁路分割为察北、察南两块。1946年10月23日，中共中央决定针在察北平北等地设立冀热察区党委、冀热察军区、冀热察行政公署，受冀热辽分局领导。行署主任杨春甫，行署副主任张孟旭，民政厅长权哲民，尚子锦、赵鹏飞为实业厅正、副厅长，财政厅长贾廷三。驻地怀柔县沙峪村。
- 辽吉行政公署，朱其文任行政公署主任。
- 吉江行政公署
- 三江行政公署，1945年10月25日在佳木斯成立，专员孙靖宇。1945年11月21日撤销三江行政公署，改为合江省政府，主席李延禄。
- 通化行政公署：1946年3月13日通化专署改为通化行政公署，直接领导通化、临江、长白、辑安、柳河、浑江、金川、抚松等8个县。1946年5月5日，东北局作出《关于成立辽宁省分委与干部配备的决定》通化行政公署改建为通化专署，隶属于辽宁分省，辖通化县、临江、长白、靖宇、抚松、辑安、柳河、辉南等县与通化市。
- 嫩南行政公署
- 辽南行政公署
- 鄂豫边区行政公署：新四军第五师
- 苏浙行政公署
- 浙东行政公署，1945年1月成立，连柏生任主任。
- 苏南行政公署：1943年3月成立，江渭清兼主任，邓仲铭任副主任。
- 苏中行政公署：1941年3月，苏北临时行政委员会改为苏中行政委员会，并设苏北行政公署为办事机构，管文蔚任行政委员会主任兼行政公署主任，下辖3个行政区专员公署和1个特区行政公署。至1945年7月，根据地辖18个县级政权，面积达2.3万平方公里，人口约825万。
- 苏北行政公署：1941年9月成立盐阜行政公署，1942年3月成立淮海行政公署。1944年10月淮海、盐阜两行政公署合并，成立苏北行政公署，李一氓任主任。至1945年夏季，根据地东起黄海，西至运河，南迄盐城、淮安一线，北达陇海铁路。辖20个县级政权，面积为2.3万平方公里，人口360余万。
- 淮北苏皖边区行政公署：1941年8月成立，刘瑞龙任行政公署主任。至1945年8月，辖3个专员公署，25个县级政权，面积达4万余平方公里，人口600余万。
- 淮南苏皖边区行政公署：1943年2月成立，方毅任主任，汪道涵任副主任。1945年8月，根据地辖18个县级政权，面积达4万余平方公里，人口330余万。
- 皖中行政公署：1942年6月，皖中行政公署成立，吕惠生任主任，唐晓光（后张恺帆）任副主任。1943年3月，改称皖江行政公署。
- 豫皖苏行政公署：1947年11月20日，豫皖苏行政委员会改称豫皖苏行政公署。下辖8各专署。1948年8月，豫皖苏行署改称中原行政委员会豫皖苏分会。
- 江淮行政公署：1948年5月29日成立，辖五个专署。
- 皖西行政公署：1947年11月15日成立，辖三个专署。
- 鲁西行政公署
- 绥察行政公署
- 晋绥边区行政公署/晋绥行政公署
- 晋西北行政公署：1940年1月5日在兴县蔡家崖成立。续范亭任行署主任。（后改为晋绥边区行政公署）
- 吕梁行署
- 雁门行署
- 绥蒙行署
- 陕北行政公署
- 陕南行政公署
- 晋南行政公署
- 清河行政公署
- 鲁中行政公署
- 鲁南行政公署
- 滨海行政公署
- 鲁中南行政公署：1948年9月，鲁中行署、鲁南行署和滨海专署合并成立鲁中南行政公署。1949年7月25日，鲁中南行政区第一、二、四、五、六、七专区更名为泰山专区、沂蒙专区、尼山专区、台枣专区、滨海专区、泰西专区。1950年5月，撤销鲁中南行政公署。
- 渤海行政公署：1944年1月渤海、清河二行政区抗日政府合并为渤海行政公署。1950年5月撤销。
- 胶东行政公署：1938年2月设置。1950年5月撤销。
- 皖北人民行政公署，1949年4月15日至1952年设立，范围为安徽省长江以北的地区。
- 皖南人民行政公署，1949年5月7日至1952年8月7日设立，辖4个专员公署、1个行署辖市、22个县、4个县级市。
- 苏北人民行政公署：1949年至1952年设立，辖扬州、泰州、南通、盐城、淮安5个专区。
- 苏南人民行政公署：1949年至1952年设立，辖镇江、常州、苏州、松江4个专区和无锡市。
- 赣东北人民行政公署：1949年4月29日至9月设立，设上饶、贵溪、鄱阳、浮梁4个专区。
- 赣西南人民行政公署：1949年至1951年8月9日设立，设吉安、赣州、瑞金3个专区。
- 湘西人民行政公署：1949年至1952年9月2日设立，其下划分为会同专区、沅陵专区、永顺专区。
- 南疆人民行政公署：1954年至1956年6月设立，辖喀什专区、和田专区、阿克苏专区、莎车专区、克孜勒苏柯尔克孜自治州。
- 海南人民行政公署：1951年4月22日至1984年10月1日设立（其中1968年4月5日至1980年1月1日称革命委员会）。
- 滇南人民行政公署
- 滇西人民行政专员公署：1949年12月25日成立，专员何以中，副专员陈有栋。1950年1月迁往楚雄。下辖16个县，有14个县先后建立了县人民政府。同时，为加强对蒙化、景东、云县、顺宁（凤庆）、缅宁（临沧）5个县的领导，在蒙化成立了滇西人民行政专员公署蒙化区办事处。
- 滇西北人民行政专员公署
- 川北行政公署
- 川南行政公署
- 川东行政公署
- 川西行政公署

1947年，苏占旅大的设置的关东行政公署，由驻旅大苏军控制，中国共产党参与。

### 中华人民共和国的专区行署
1950年代，废除“行政区”，保留“专区”。1954年，《中华人民共和国地方人民代表大会与地方人民政府组织法》规定（专区）行政公署为省级人民政府的派出机关。专区的行政机构称为“专区行政专员公署”（简称专区行署、专署）。专区行政专员公署最高行政长官被称为“专区行署专员”，简称“专员”。

### 中华人民共和国的地区行署
1960年代末，各专区纷纷成立“地区革命委员会”作为地方政权机关。从此，“专区”这一通名废除，改称“地区”；专署被地区革命委员会代替。
1975年中国宪法“第二十二条 地方各级革命委员会是地方各级人民代表大会的常设机关,同 时又是地方各级人民政府。”。1978年中国宪法第三十四条第一款规定：“省、直辖市、县、市、市辖区、人民公社、镇设立人民代表大会和革命委员会。”第三款规定：“省革命委员会可以按地区设立行政公署，作为自己的派出机构。”。其定义沿用至今。 
为现行中华人民共和国行政区划中“地区”和“盟”的行政管理机构称谓。
- “地区”的行政机构被称为“地区行政公署”（简称地区行署）。其最高行政长官被称为“地区行署专员”，简称“行署专员”。
- “盟”的行政机构被称为“盟行政公署”（简称盟行署）。其最高行政长官被称为“盟长”。